# Luiz Henrique Augustin Schlocobier
Luiz Henrique Augustin Schlocobier (* 3. Mai 1999 in Mafra) ist ein brasilianischer Fußballspieler. Der offensive Mittelfeldspieler steht in Brasilien beim Ipatinga FC unter Vertrag.

## Karriere
Der im europäisch geprägten Süden Brasiliens in Mafra im Bundesstaat Santa Catarina geborene Luiz Enrique Augustin Schlocobier kam als Jugendlicher zu Coritiba FC aus Curitiba, der Hauptstadt des Bundesstaates Paraná. Er debütierte am 30. April 2019 in einem Punktspiel, als er beim 2:0-Sieg in der Série B, der zweiten brasilianischen Liga, gegen AA Ponte Preta zum Einsatz kam. In Saison 2018/19 kam er zu 12 Einsätzen. Sein Debüt in der Série A, der ersten brasilianischen Liga, gab er am 13. August 2020 bei einer 0:1-Niederlage beim EC Bahia. 2021 wechselte Henrique zum brasilianischen Erstligisten FC Santos. Er war zwischen 2022 und 2024 an die brasilianischen Vereine Grêmio Novorizontino und Operário Ferroviário EC ausgeliehen.
Seit Januar 2024 steht Henrique leihweise bei Ipatinga FC unter Vertrag.